# Dazhai
För andra betydelser, se Dazhai (olika betydelser).
Dazhai, även känt som Tachai, är en köping i östra Shanxi-provinsen i norra Kina.
1964 utvalde Kinas kommunistiska parti produktionsbrigaden i Dazhai som mönsterjordbruk för de folkkommuner som bildats runt om i landet och man lanserade sloganen "Lär från Dazhai i jordbruket". Den lokale partisekreteraren Chen Yonggui spelade en framträdande roll i propagandan om framgångarna i Dazhai och valdes in i partiets politbyrå i början på 1970-talet.
När folkkommunerna avvecklades under 1980-talet och individuell produktion under "ansvarssystemet" infördes så hamnade Dazhai i vanrykte. Istället framhävdes t.ex. Fengyang härad i Anhui som mönsterhärad för det nya privatiserade jordbruket.